# Calycogonium angulatum
Calycogonium angulatum är en tvåhjärtbladig växtart som beskrevs av August Heinrich Rudolf Grisebach. Calycogonium angulatum ingår i släktet Calycogonium och familjen Melastomataceae. Inga underarter finns listade i Catalogue of Life.